# Jeleni Róg (Podleśne)
Jeleni Róg (niem. Frankenort) – przysiółek osady Podleśne w Polsce, w województwie warmińsko-mazurskim, w powiecie giżyckim, w gminie Kruklanki.
W latach 1975–1998 miejscowość należała administracyjnie do województwa suwalskiego.
Położona w okolicach jeziora Łękuk.

## Nazwa
28 marca 1949 r. ustalono urzędową polską nazwę miejscowości – Jeleni Róg, określając drugi przypadek jako Jeleniego Rogu, a przymiotnik – jelenioroski.